# 杜氏花耳
杜氏花耳（学名：Dacrymyces duii）是属于花耳目花耳科花耳属的一种真菌，生长在桦树朽木横切面上。该种分布于中国。